# Ар'є Баїр
Ар'є Баїр (Бахір) (уроджена Ар'є Геллер; 1 травня 1906 р., м. Одеса, Російська імперія — 13 вересня 1970 р.) — ізраїльський політичний діяч, депутат Кнесету трьох скликань від партій Мапай (1949—1951, 1955—1959), Рафі (1967—1968) і Партії праці (1968—1969).

## Біографія
Народився 1 травня 1906 року в Одесі (Російська імперія, нині України) у єврейській родині.
Навчався в єврейській гімназії та Політехнічному інституті, був членом молодіжної організації «Ха-шомер ха-цаїр». У 1924 року вчинив Алію в Ерец-Ісраель, був одним із засновників киббуцу Афік. Учасник руху Хакіббуц хамейхад (укр. Об'єднані кіббуци). Глава фракції «Нецех» в «Ха-шомер ха-цаїр».
У 1949 року обраний в Кнесет першого скликання за списком Мапай. За списком цієї партії також обрано в 1955 році у парламент третього скликання. У 1965 році обирається в Кнесет шостого скликання від партії «Рафі» (Робочий список), заснованої колишнім прем'єр-міністром Давидом Бен-Гуріоном.